# Bassaricyon gabbii
L'olingo comune (Bassaricyon gabbii J. A. Allen, 1876), noto anche come olingo di Gabb, è un procionide del genere Bassaricyon originario dell'America centrale. È la più conosciuta delle quattro specie di olingo e viene avvistato relativamente di frequente dai turisti nella riserva biologica di Monteverde e in altre aree protette della Costa Rica.

## Descrizione

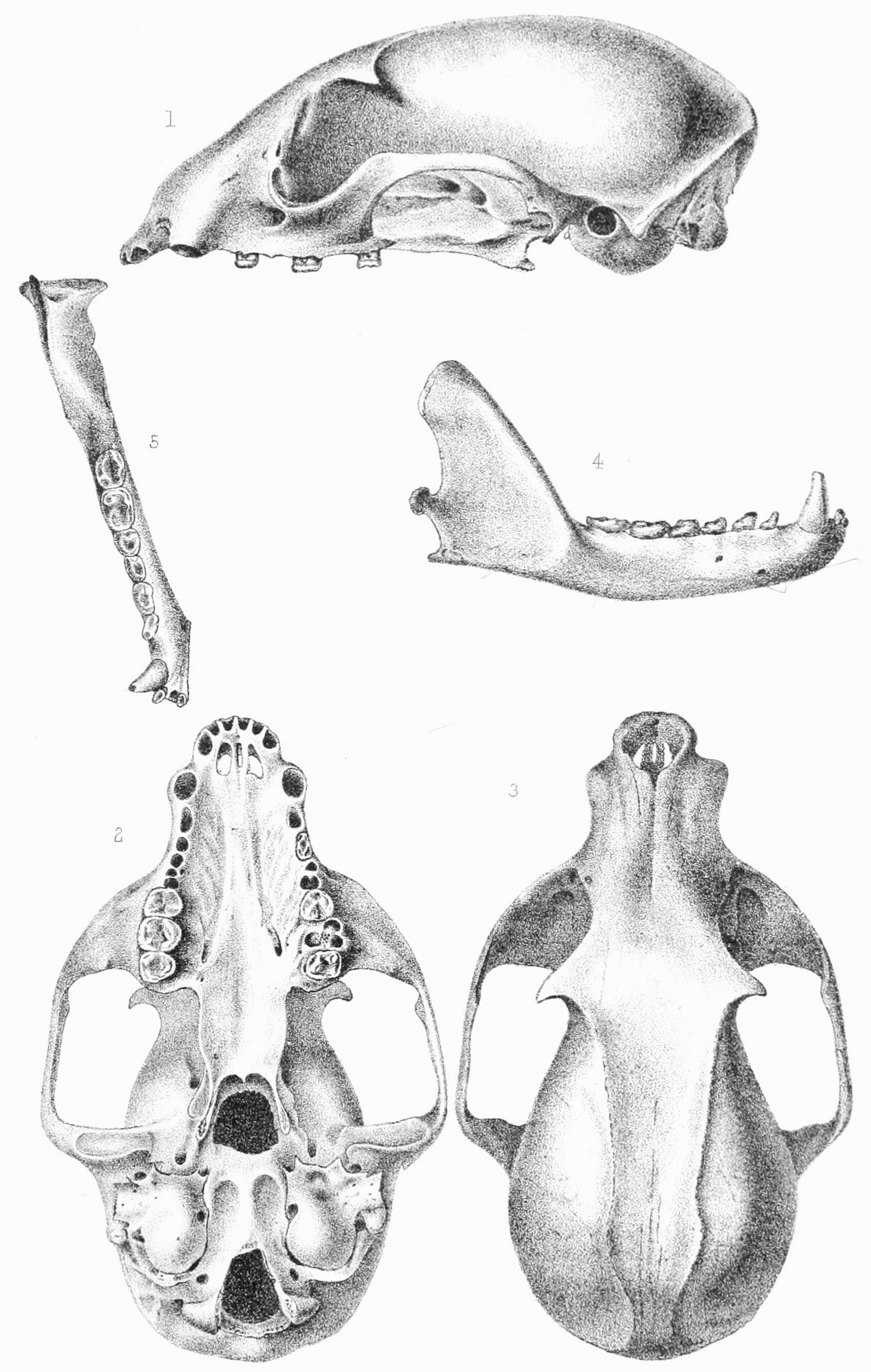
Il cranio dell'olingo comune

L'olingo comune è il rappresentante più grande del suo genere. Ha un corpo snello con zampe anteriori relativamente corte e zampe posteriori leggermente più lunghe. Misura complessivamente circa 78-97 centimetri di lunghezza, dei quali circa 40-52 costituiti dalla sola coda. La lunghezza della coda è 0,9-1,2 volte pari alla lunghezza testa-tronco: rispetto alla lunghezza testa-tronco, la coda è quindi più corta di quella delle altre tre specie di olingo. Il peso varia tra 1,1 e 1,58 chilogrammi.
La pelliccia è spessa e morbida. Il suo colore va dal marrone al grigio-brunastro, raramente marrone dorato, con il lato ventrale color crema più chiaro, a volte con una sfumatura arancione. La pelliccia è solitamente più scura lungo la linea centrale del dorso e presenta una fascia giallastra che si estende dalla nuca fino alle orecchie. La faccia è larga e più grigia del corpo, il muso è corto e appuntito. Gli occhi sono grandi e presentano un'iride color cannella e pupille verticali e strette. Le orecchie sono arrotondate e misurano tra 2,5 e 4,4 centimetri di lunghezza.
I piedi sono larghi e dotati di artigli ricurvi: quelli posteriori sono lunghi circa 6,5-10 centimetri. A differenza del cercoletto (Potos flavus), con cui viene spesso confuso, l'olingo comune non ha la coda prensile. Essa è leggermente appiattita dorsoventralmente e può avere da 11 a 13 anelli. L'estremità è folta e pelosa.
Il cranio è grande e largo rispetto a quello degli altri olingo. Le ossa zigomatiche, specialmente quelle dei maschi, sono particolarmente ampie. I maschi più anziani sviluppano una cresta sagittale. I denti posteriori e la bolla timpanica sono relativamente piccoli, più che in Bassaricyon medius e Bassaricyon alleni. I canini, d'altra parte, sono più grandi di quelli degli altri olingo.
L'olingo comune si può distinguere facilmente dagli altri olingo per il suo colore: è grigio-brunastro e di solito ha la faccia grigia, mentre i congeneri sono più marroncini, talvolta con una sfumatura rossastra.

## Distribuzione e habitat
L'olingo comune è diffuso dal nord del Nicaragua, attraverso la Costa Rica, fino alla provincia panamense occidentale di Chiriquí. Sono stati registrati singoli avvistamenti anche in Honduras e Guatemala. Si incontra principalmente nelle foreste pluviali sempreverdi e ai loro margini. La sua distribuzione altitudinale va dal livello del mare ad altitudini di 2000 metri, ma è più frequente nella fascia compresa tra 1000 e 1700 metri. Il limite orientale dell'areale non è ancora noto con esattezza: si trova tra gli 81 e gli 80 gradi ovest nel centro di Panama. Inoltre non è ancora noto se in questo punto l'olingo comune abbia contatti con Bassaricyon medius, se le due specie siano presenti entrambe in una piccola area, se vi possano essere casi limitati di ibridazione o se i loro areali siano chiaramente separati.

## Biologia
L'olingo comune è principalmente notturno e vive soprattutto negli strati superiori della foresta, tra le chiome degli alberi. Secondo alcuni scienziati eviterebbe le zone influenzate dall'uomo, altri ritengono che sia ben adattato a vivere in foreste secondarie e piantagioni.

### Alimentazione
Si nutre principalmente di frutta, in particolare di fichi, e si può avvistare facilmente sugli alberi da frutto. Inoltre, si ritiene che catturi anche insetti e piccoli vertebrati, ma Prange e Prange, 2009 sostengono che si tratti solo di dicerie. È documentato il caso di un olingo della riserva biologica di Monteverde, in Costa Rica, che catturò e uccise uno scoiattolo variegato (Sciurus variegatoides). Si dice che un altro esemplare abbia catturato regolarmente dei colibrì e che un terzo sia stato visto catturare e mangiare un peromisco messicano (Peromyscus mexicanus).
A Panama sono state identificate in tutto 15 specie diverse di piante che forniscono cibo all'olingo comune; il nettare dei fiori dell'albero di balsa (Ochroma pyramidale) è particolarmente apprezzato all'inizio della stagione secca.
Si ipotizza una forte competizione per le risorse disponibili, soprattutto piante alimentari e habitat, tra gli olingo comuni e i cercoletti, che a volte vivono nello stesso habitat. Si presume che il cercoletto, che occupa un areale molto più ampio, sia maggiormente competitivo dell'olingo e che di conseguenza lo costringa a spostarsi verso aree dove le risorse sono limitate.

### Riproduzione
L'olingo comune di solito dà alla luce un unico piccolo dopo un periodo di gestazione di 2,5 mesi. Il parto ha luogo probabilmente all'inizio della stagione secca.

### Predatori e parassiti
Tra i potenziali predatori dell'olingo comune vi sono lo yaguarondi (Herpailurus yagouaroundi), l'ocelot (Leopardus pardalis) e i grandi serpenti. Il tayra (Eira barbara) potrebbe dare la caccia agli olingo anche quando si ritirano nelle loro tane durante il giorno.
Riguardo ai parassiti dell'olingo comune sono disponibili solo poche informazioni. Tra quelli rilevati finora vi sono le leishmanie Leishmania braziliensis e L. panamensis. In via sperimentale questa specie non è potuta essere infettata né da Isospora arctopitheci né da Toxoplasma gondii.

## Tassonomia
L'olingo comune appartiene al genere Bassaricyon, che comprende in tutto quattro specie.
Bassaricyon gabbii prende il nome da William M. Gabb, che catturò il primo esemplare della specie descritto scientificamente. Attualmente non viene riconosciuta nessuna sottospecie. Si dice che gli esemplari del nord del Nicaragua abbiano una pelliccia più rossastra rispetto a quelli della Costa Rica o della parte occidentale di Panama. Quando la popolazione in questione viene trattata come sottospecie indipendente riceve il nome di Bassaricyon. g. richardsoni J. A. Allen, 1908. Sotto il nome di Bassaricyon lasius Harris, 1932 (olingo di Harris) e Bassaricyon pauli Enders, 1936 (olingo di Chiriquí) sono stati descritti degli esemplari che differivano solo leggermente da Bassaricyon gabbii in termini di colore del mantello e lunghezza del pelo. Tali descrizioni si basano su un unico esemplare tipo (Bassaricyon pauli) oppure la presunta specie è nota solo nel luogo della sua prima descrizione (terra typica), vicino alla sorgente del Rio Estrella nella parte meridionale della provincia di Cartago nella Costa Rica (Bassaricyon lasius). Entrambe le forme vengono oggi considerate sinonimo di Bassaricyon gabbii.

## Conservazione
L'olingo comune viene classificato dall'Unione internazionale per la conservazione della natura (IUCN) come «specie a rischio minimo» (Least Concern) grazie alla sua area di distribuzione relativamente ampia. La specie è presente in alcune aree protette del suo areale e può adattarsi bene a nuove condizioni di vita anche dopo un cambiamento di habitat. La perdita dell'habitat dovuta alla deforestazione è considerata la principale minaccia per le singole popolazioni. La specie non viene cacciata, ma i giovani vengono catturati e venduti localmente come animali domestici.